# From Zero
From Zero é o oitavo álbum de estúdio da banda americana de rock Linkin Park. Foi lançado em 15 de novembro de 2024 pelas gravadoras Warner Records e Machine Shop Recordings. É o primeiro álbum do Linkin Park desde One More Light (2017) e o primeiro a contar com a vocalista Emily Armstrong — da banda Dead Sara — nos vocais, assim como o baterista Colin Brittain, após a morte de Chester Bennington em 2017 e a saída do baterista e membro fundador Rob Bourdon. O título do álbum tem um duplo significado; é uma referência ao nome original da banda, Xero, e também ao novo capítulo do grupo com Armstrong e Brittain.
Quatro singles foram lançados antes da estreia do álbum afim de promovê-lo; "The Emptiness Machine", "Heavy Is the Crown", "Over Each Other" e "Two Faced". From Zero foi bem recebido pela crítica e pelo público, e foi um sucesso comercial, alcançando o primeiro lugar nas paradas de mais de dez países diferentes. Uma turnê em apoio ao álbum, a From Zero World Tour, começou em setembro de 2024 e está programada para terminar em novembro de 2025. Uma edição deluxe do álbum, revelada em março de 2025 em conjunto com o lançamento do single "Up from the Bottom", foi lançada em 16 de maio de 2025.

## Antecedentes

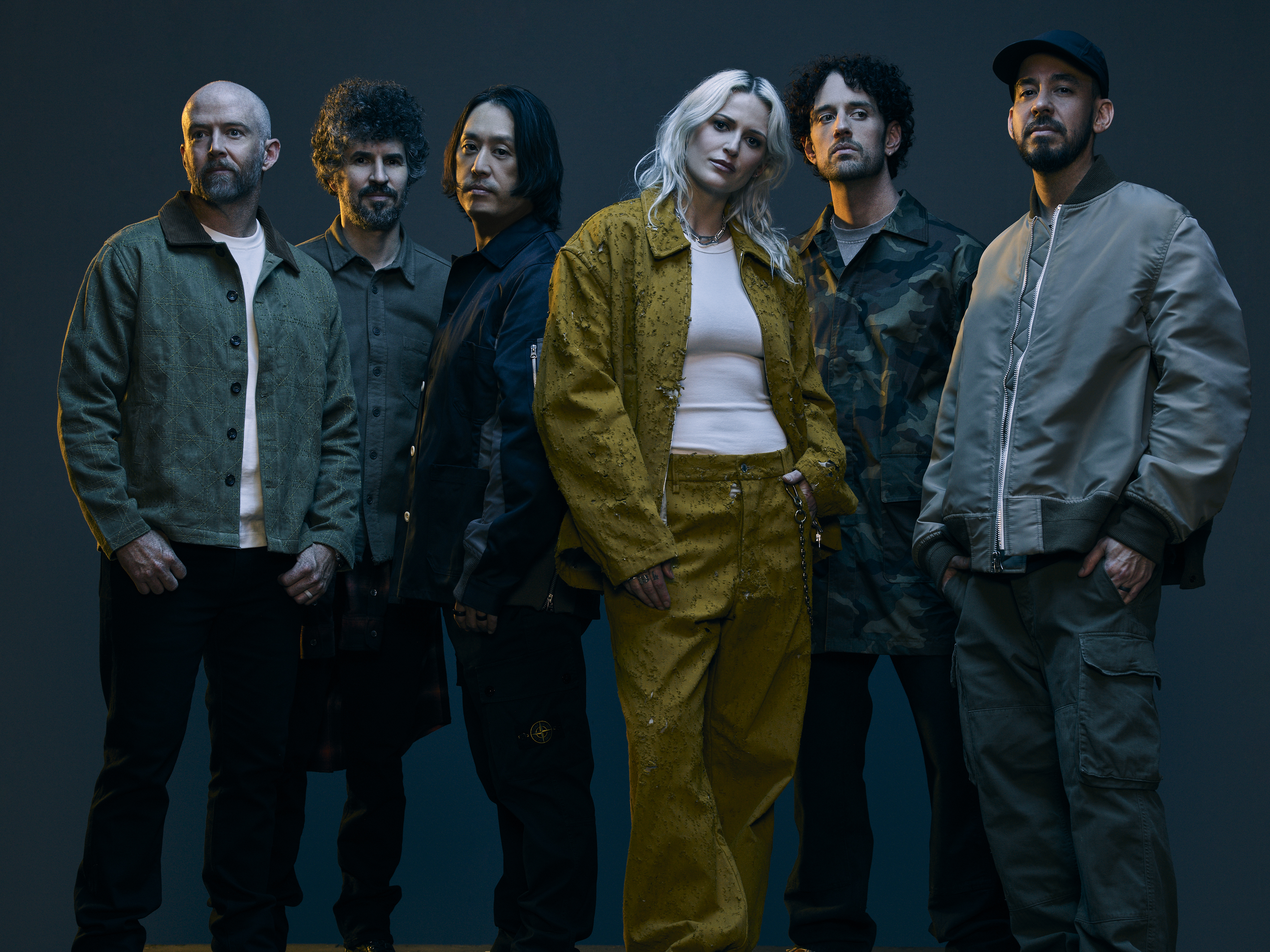
Integrantes da banda em 2024, da esquerda para direita: Dave Farrell, Brad Delson, Joe Hahn, Emily Armstrong, Colin Brittain e Mike Shinoda

Em 20 de julho de 2017, o Linkin Park entrou em um hiato indefinido após o suicídio do vocalista Chester Bennington. Mike Shinoda afirmou publicamente diversas vezes nos anos seguintes que pretendia continuar com a banda, dizendo em janeiro de 2018: "Tenho toda a intenção de continuar com o LP, e os caras sentem o mesmo. Temos muito a reconstruir e perguntas a responder, então levará tempo". Em 2019, Shinoda, Dave Farrell e Joe Hahn voltaram a trabalhar em novas músicas juntos, sem nenhum anúncio público. Depois, foram acompanhados por Brad Delson, enquanto o baterista fundador Rob Bourdon escolheu não participar e mais tarde deixou a banda. No mesmo ano, a banda conheceu Emily Armstrong, vocalista da banda Dead Sara, e começou a compor com ela, além de trabalhar com outros músicos, incluindo o baterista Colin Brittain. Em 28 de abril de 2020, Farrell revelou que a banda estava criando novas músicas. Nos três anos seguintes, o Linkin Park lançou edições comemorativas de vinte anos de seus dois primeiros álbuns de estúdio, Hybrid Theory (2000) e Meteora (2003), ambas contendo material inédito com os vocais de Bennington. Em 12 de abril de 2024, lançaram sua primeira coletânea de sucessos, intitulada Papercuts.
Em 30 de março de 2024, durante uma entrevista à KCAL-FM, Jay Gordon, vocalista da banda Orgy, levantou rumores sobre uma reunião do Linkin Park ao afirmar que havia ouvido falar que a banda havia recrutado uma nova vocalista feminina. No entanto, ele se recusou a dar mais detalhes, o que gerou especulações generalizadas. No mês seguinte, a revista Billboard deu continuidade a esses comentários, relatando que a WME estava aceitando propostas para uma possível turnê de reunião do Linkin Park, bem como para apresentações como atração principal em festivais em 2025. A formação proposta incluía Mike Shinoda, Brad Delson, Dave Farrell e uma vocalista feminina não identificada no lugar de Chester Bennington. Mais tarde, em agosto, a banda iniciou uma contagem regressiva misteriosa de cem horas sem fornecer qualquer explicação. Quando a contagem chegou a zero, o Linkin Park divulgou uma declaração sugerindo um grande anúncio, escrevendo: "É apenas uma questão de tempo". Além disso, convites foram enviados aos membros do fã-clube da banda, o Linkin Park Underground, revelando um evento especial de cinco horas marcado para 5 de setembro de 2024, em Los Angeles, Califórnia.
Em 5 de setembro, o Linkin Park anunciou o álbum From Zero após uma apresentação ao vivo transmitida pela internet, na qual tocaram várias músicas, incluindo o primeiro single do álbum, "The Emptiness Machine". Simultaneamente, a banda confirmou Emily Armstrong como a nova co-vocalista do grupo, com Colin Brittain assumindo a bateria após a saída de Rob Bourdon. Também foi revelada uma turnê com seis shows em arenas, abrangendo quatro continentes, para promover o álbum. O título From Zero possui um duplo significado: refere-se ao nome original da banda, Xero, e também simboliza esse novo começo para o grupo. No dia 22 de setembro de 2024, a banda apresentou uma nova música, "Heavy Is the Crown", durante um show na Barclays Arena, em Hamburgo, Alemanha. Essa música foi lançada como o segundo single do álbum em 24 de setembro, servindo como tema principal para o Campeonato Mundial de 2024 de League of Legends, da Riot Games. Uma versão reformulada da faixa também foi incluída na trilha sonora da segunda temporada da série Arcane, para a qual Mike Shinoda e Emily Armstrong gravaram novos vocais. O terceiro single do álbum, "Over Each Other", foi lançado em 24 de outubro de 2024, junto com um videoclipe.
Em 12 de novembro, a edição padrão completa do álbum foi tocada em eventos de audição simultânea realizados em lojas de discos independentes. No dia seguinte, o quarto single do álbum, "Two Faced", viu um lançamento surpresa junto com um videoclipe de acompanhamento.

## Composição
Musicalmente, From Zero foi descrito como rock alternativo, nu metal, metal alternativo, rap rock, pop rock e rock eletrônico. Rishi Shah da NME considerou-o como "indiscutivelmente o maior álbum de retorno do rock na história recente" e "uma mistura intrigante de rock de estádio sensacional e arrasador". Tom Morgan da revista Clash observa que o álbum "retoma todas as eras da banda".

## Turnê

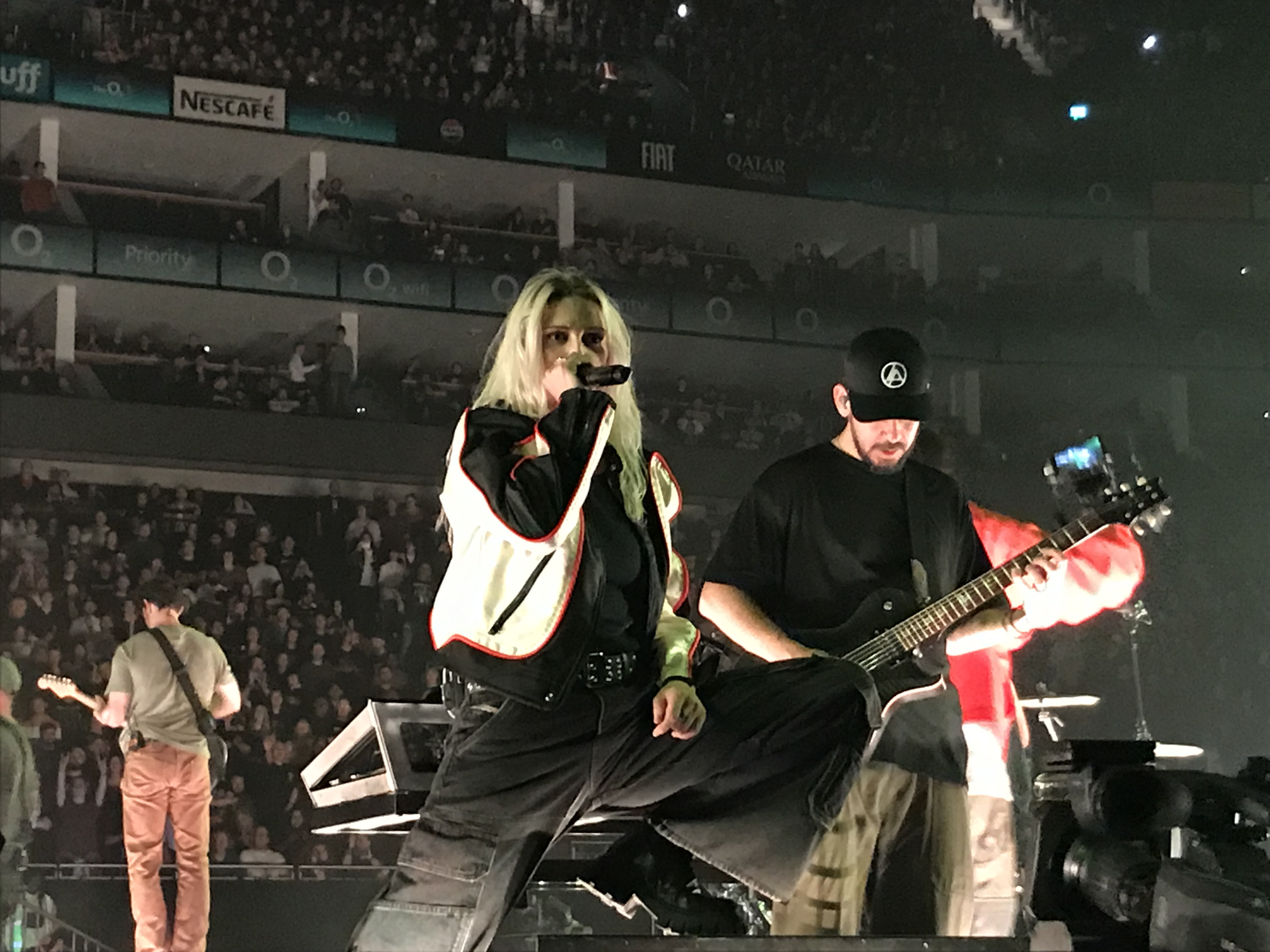
A banda se apresentando em Londres, setembro de 2024

Ao longo do final de 2024, a banda fez turnês nos Estados Unidos, Alemanha, Reino Unido, França, Coreia do Sul, Colômbia e Brasil. A turnê From Zero World Tour começou na arena Kia Forum em Inglewood, Califórnia, em 11 de setembro de 2024, seis dias após o show ao vivo no RED Studios, e está programada para terminar na cidade de Riade, Arábia Saudita, em 12 de dezembro de 2024. A turnê inicial de 2024 se tornou proeminente para a banda, estreando seus novos singles "The Emptiness Machine", "Heavy Is the Crown" e "Over Each Other", além da faixa "Casualty" pela primeira vez. A banda também tocou duas músicas de seu sexto álbum de estúdio The Hunting Party ao vivo pela primeira vez, "Keys to the Kingdom" e "All for Nothing", esta última com o vocalista do Helmet, Page Hamilton, no palco. Em 7 de setembro de 2024, o guitarrista Brad Delson anunciou que não faria mais turnês com a banda, com Alex Feder assumindo o papel de guitarrista de turnê do Linkin Park. Delson confirmou que continuaria a trabalhar com a banda criativamente, preferindo o trabalho nos bastidores.
Em 14 de novembro de 2024, um dia antes do lançamento do álbum, a banda anunciou uma grande turnê mundial em 2025 para promover o álbum, estando programado para começar em 31 de janeiro de 2025, no Estádio GNP Seguros, Cidade do México, finalizando em 15 de novembro de 2025 em Porto Alegre, Brasil. A turnê também será a primeira vez que a banda se apresentará no Estádio de Wembley em Londres. A turnê contará com bandas de apoio como Queens of the Stone Age, Spiritbox, AFI, Pvris, Architects, Grandson, Jean Dawson e JPEGMafia em várias datas selecionadas. O vocalista da banda, Mike Shinoda, revelou mais tarde que eles inicialmente planejaram fazer uma turnê com a banda de rock My Chemical Romance, embora esses planos tenham fracassado quando o My Chemical Romance já tinha outros compromissos de turnê agendados para o ano que coincidiam com suas respectivas datas.

## Recepção da crítica
| Críticas profissionais | Críticas profissionais |
| Pontuações agregadas   | Pontuações agregadas   |
| Fonte                  | Avaliação              |
| ---------------------- | ---------------------- |
| Metacritic             | 71/100                 |
| Avaliações da crítica  |                        |
| Fonte                  | Avaliação              |
| Blabbermouth.net       | 8.5/10                 |
| Clash                  | 5/10                   |
| The Guardian           | [ 41 ]                 |
| The Independent        | [ 42 ]                 |
| Kerrang!               | 4/5                    |
| Metal Injection        | 8.5/10                 |
| Metal Hammer           | [ 23 ]                 |
| MusicOMH               | [ 45 ]                 |
| NME                    | [ 25 ]                 |
| The Daily Telegraph    | [ 46 ]                 |

From Zero recebeu avaliações positivas dos críticos. No Metacritic, que atribui uma classificação "normalizada" de 100 para avaliações de publicações, o álbum tem uma pontuação média ponderada de 71 com base em onze avaliações, indicando "avaliações geralmente favoráveis", tornando-o o álbum mais bem avaliado da banda até o momento no agregador de avaliações.
Anne Erickson do site Blabbermouth.net deu ao álbum uma nota 8,5 (de 10), afirmando: "Não há nada que substitua Bennington e o som que o Linkin Park tinha quando ele estava vivo. As partes mais bem-sucedidas de From Zero são as músicas que não soam como o Linkin Park clássico", acrescentando que o álbum tem muitos desses momentos e afirmando que "deve atrair novos fãs e ainda atrair fãs de longa data. Alexis Petridis do The Guardian deu ao disco uma nota 4 (de 5), afirmando: "Eles sempre não tiveram medo de correr riscos sonoros e outro risco sonoro é exatamente o que seu retorno constitui – um que valeu a pena".
Jordan Blum do Metal Injection sentiu que "o disco é extremamente bem-sucedido em recapturar a magia do grupo com novidade suficiente para mantê-lo intrigante". Merlin Alderslade escreveu para o site Metal Hammer chamou o disco de "uma homenagem sincera ao seu próprio legado". Donovan Livesey, do MusicOMH, escreveu "compacto e intenso, o primeiro álbum da banda desde a morte de Chester Bennington é uma poderosa homenagem ao seu legado". Rishi Shah, da revista NME, ele chamou From Zero de um dos "maiores álbuns de retorno do rock na história recente [e] uma mistura intrigante de rock de estádio sensacionalista e arrasador e algumas composições desconcertantemente cansadas". James Hall, do The Daily Telegraph, chamou este álbum de "um trabalho sólido e intransigente".
Foi eleito pela Loudwire como o melhor álbum de rock de 2024.

### Desempenho comercial
O álbum estreou em primeiro lugar em 13 países diferentes, incluindo Austrália, Áustria, Bélgica, Canadá, França, Alemanha, Hungria, Itália, Holanda, Nova Zelândia, Suíça e Reino Unido. Nos Estados Unidos, todas as anções deste disco ficaram no top dez da paradas da Hot Hard Rock Songs.
From Zero estreou no topo das paradas do Reino Unido, se tornando o primeiro disco da banda a alcançar a primeira posição inglesa desde Living Things de 2012, vendendo 37 826 unidades na sua primeira semana. Do total de vendas, o álbum vendeu 23 149 cópias físicas, 4 474 downloads digitais e 10 203 unidades equivalentes a álbuns de streaming. Na Austrália, também apareceu no topo da principal parada de sucesso dos país, a ARIA Albums Chart, tornando-se o quarto álbum de estúdio da banda a alcançá-lo e o primeiro desde A Thousand Suns (2010).
Na Alemanha, o álbum também estreou em primeiro lugar e estabeleceu o recorde de maior número de streams por uma banda em uma semana de abertura, com mais de vinte e três milhões de streamings. O sucesso do álbum na região também o tornou elegível para Ouro na primeira semana (mais de 75 000 unidades).

## Lista de faixas
Todas as músicas compostas por Linkin Park (Emily Armstrong, Colin Brittain, Brad Delson, Dave Farrell, Joe Hahn e Mike Shinoda), juntamente com outros compositores, conforme mencionado.
| Faixas da edição padrão |                         |                                         |         |  |
| N.º                     | Título                  | Compositor(es)                          | Duração |  |
| 1.                      | "From Zero (Intro)"     |                                         | 0:22    |  |
| 2.                      | "The Emptiness Machine" |                                         | 3:10    |  |
| 3.                      | "Cut the Bridge"        | Nick Long · Bea Miller                  | 3:48    |  |
| 4.                      | "Heavy Is the Crown"    | Mike Elizondo                           | 2:47    |  |
| 5.                      | "Over Each Other"       | Jon Green · Matias Mora                 | 2:50    |  |
| 6.                      | "Casualty"              |                                         | 2:20    |  |
| 7.                      | "Overflow"              | Jaten Dimsdale · Elizondo · Jake Torrey | 3:31    |  |
| 8.                      | "Two Faced"             |                                         | 3:03    |  |
| 9.                      | "Stained"               | Cal Shapiro                             | 3:05    |  |
| 10.                     | "IGYEIH"                | Long                                    | 3:29    |  |
| 11.                     | "Good Things Go"        | Torrey                                  | 3:29    |  |
| Duração total:          | Duração total:          | Duração total:                          | 31:54   |  |

| Deluxe Edition (digital) |                      |                |         |  |
| N.º                      | Título               | Compositor(es) | Duração |  |
| 12.                      | "Up from the Bottom" |                | 3:03    |  |
| 13.                      | "Unshatter"          | Jake Torrey    | 3:16    |  |
| 14.                      | "Let You Fade"       | Elijah Noll    | 3:29    |  |
| Duração total:           | Duração total:       | Duração total: | 41:46   |  |

| Deluxe Edition (CD e LP) |                                                                               |         |  |
| N.º                      | Título                                                                        | Duração |  |
| 15.                      | "The Emptiness Machine (Live)" (Burbank, Califórnia em 5 de setembro de 2024) | 3:18    |  |
| 16.                      | "Heavy Is the Crown (Live)" (Londres, Inglaterra em 24 de setembro de 2024)   | 3:26    |  |
| 17.                      | "Over Each Other (Live)" (Paris, França em 3 de novembro de 2024)             | 2:53    |  |
| 18.                      | "Casualty (Live)" (Bogotá, Colômbia em 11 de novembro de 2024)                | 2:56    |  |
| 19.                      | "Two Faced (Live)" (São Paulo, Brasil em 15 de novembro de 2024)              | 3:58    |  |
| Duração total:           | Duração total:                                                                | 54:29   |  |

| Edição Digital Estendida |                                                                    |         |  |
| N.º                      | Título                                                             | Duração |  |
| 12.                      | "The Emptiness Machine" (Live from Burbank, 5 de setembro de 2024) | 3:16    |  |
| 13.                      | "Heavy Is the Crown" (Live from London, 24 de setembro de 2024)    | 3:25    |  |
| 14.                      | "Over Each Other" (Live from Paris, 3 de novembro de 2024)         | 2:52    |  |
| Duração total:           | Duração total:                                                     | 41:27   |  |

| Lista de faixas de From Zero: A Capellas |                                     |         |  |
| N.º                                      | Título                              | Duração |  |
| 1.                                       | "From Zero (Intro) - A Capella"     |         |  |
| 2.                                       | "The Emptiness Machine - A Capella" |         |  |
| 3.                                       | "Cut the Bridge - A Capella"        |         |  |
| 4.                                       | "Heavy Is the Crown - A Capella"    |         |  |
| 5.                                       | "Over Each Other - A Capella"       |         |  |
| 6.                                       | "Casualty - A Capella"              |         |  |
| 7.                                       | "Overflow - A Capella"              |         |  |
| 8.                                       | "Two Faced - A Capella"             |         |  |
| 9.                                       | "Stained - A Capella"               |         |  |
| 10.                                      | "IGYEIH - A Capella"                |         |  |
| 11.                                      | "Good Things Go - A Capella"        |         |  |
| Duração total:                           | Duração total:                      | 29:45   |  |

| Lista de faixas de From Zero: A Capellas + Instrumentals |                                        |         |  |
| N.º                                                      | Título                                 | Duração |  |
| 12.                                                      | "The Emptiness Machine - Instrumental" |         |  |
| 13.                                                      | "Cut the Bridge - Instrumental"        |         |  |
| 14.                                                      | "Heavy Is the Crown - Instrumental"    |         |  |
| 15.                                                      | "Over Each Other - Instrumental"       |         |  |
| 16.                                                      | "Casualty - Instrumental"              |         |  |
| 17.                                                      | "Overflow - Instrumental"              |         |  |
| 18.                                                      | "Two Faced - Instrumental"             |         |  |
| 19.                                                      | "Stained - Instrumental"               |         |  |
| 20.                                                      | "IGYEIH - Instrumental"                |         |  |
| 21.                                                      | "Good Things Go - Instrumental"        |         |  |
| Duração total:                                           | Duração total:                         | 31:13   |  |

Notas
- "IGYEIH" é uma sigla para "I Give You Everything I Have".

## Tabelas musicais
| Paradas (2024)                        | Melhor posição |
| ------------------------------------- | -------------- |
| Alemanha (Offizielle Deutsche Charts) | 1              |
| Austrália (ARIA)                      | 1              |
| Áustria (Ö3 Austria Top 40)           | 1              |
| Bélgica (Ultratop Flandres)           | 1              |
| Bélgica (Ultratop Valônia)            | 1              |
| Escócia (Official Scottish Albums)    | 1              |
| Estados Unidos (Billboard 200)        | 2              |
| Finlândia (Suomen virallinen lista)   | 2              |
| França (SNEP)                         | 1              |
| Grécia (IFPI)                         | 14             |
| Irlanda (Official Irish Albums)       | 2              |
| Itália (FIMI)                         | 1              |
| Japão (Oricon)                        | 9              |
| Japão (Billboard Japan)               | 5              |
| Lituânia (AGATA)                      | 4              |
| Países Baixos (Dutch Charts)          | 1              |
| Portugal (AFP)                        | 1              |
| Nova Zelândia (RMNZ)                  | 1              |
| Noruega (VG-lista)                    | 2              |
| Suécia (Sverigetopplistan)            | 3              |
| Reino Unido (Official Albums Chart)   | 1              |
| Reino Unido (UK Rock & Metal Albums)  | 1              |

## Créditos
Linkin Park
- Emily Armstrong – vocal
- Colin Brittain – bateria
- Brad Delson – guitarra  ·  vocal de apoio
- Dave "Phoenix" Farrell – baixo  ·  vocal de apoio
- Joe Hahn – samples  ·  programação  ·  vocal de apoio
- Mike Shinoda – teclados  ·  vocal de apoio  ·  programação  ·  vocal

Produção
- Neal Avron – mixagem[79]
- Ethan Mates – engenharia de gravação[79]
- Scott Skrzynski – assistente de mixagem[79]
- Emerson Mancini – engenharia de masterização[79]